# 布拉莫斯导弹
布拉莫斯 是一型中程的超音速巡航导弹，有陆基、海基、潜舰、空中多种发射方式，用于陆攻和反舰作战。由印度國防研究及發展組織（DRDO）和俄羅斯的切洛梅设计局合作成立的布拉莫斯航太公司所研發。名字来源于印度的布拉馬普特拉河和莫斯科河。它的原型是“宝石”P-800导弹。

## 发射平台
2001年6月，陆基版本在奥里萨邦巴拉索尔的综合试验场成功试射。
2008年3月，海基发射架版本在拉杰普特号驱逐舰（D51）上成功试射。同年12月，海基垂直发射版本在蘭沃號飛彈驅逐艦（D54）上成功试射。
2013年3月，潜射版本在水下浮筒上成功试射。
2017年11月，空射版本由Su-30MKI戰鬥機成功试射。2020年，印度空军首支装备布拉莫斯-A导弹的Su-30MKI中队成立。

## 用户
- 印度
  - 印度陆军：目前已有3个导弹团装备了布拉莫斯导弹，为[5][15]
    - 第861导弹团，布拉莫斯 Block I
    - 第881导弹团，布拉莫斯 Block II
    - 第1889导弹团（卡吉尔），布拉莫斯 Block II

  - 印度空军
    - 坦贾武尔空军基地，第222中队，空射版本[16][17]

  - 印度海军
    - 拉傑普特級驅逐艦后两艘D54與D55[18]
    - 塔爾瓦級巡防艦后三艘F-45、F-50與F-51[18][19][20]
    - 什瓦利克级巡防舰[18][21]
    - 加尔各答级驱逐舰[18][19][22][23]
    - 维沙卡帕特南级驱逐舰
    - 尼爾吉里級巡防艦_(2019年)
    - 德里级驱逐舰首舰D-61[24]
- 菲律賓
  - 菲律宾陆军：2022年1月，购买了2套陆基反舰布拉莫斯系统。[25]
  - 菲律宾海军：2022年1月，购买了3套岸基反舰布拉莫斯系统。[26]

## 图片集

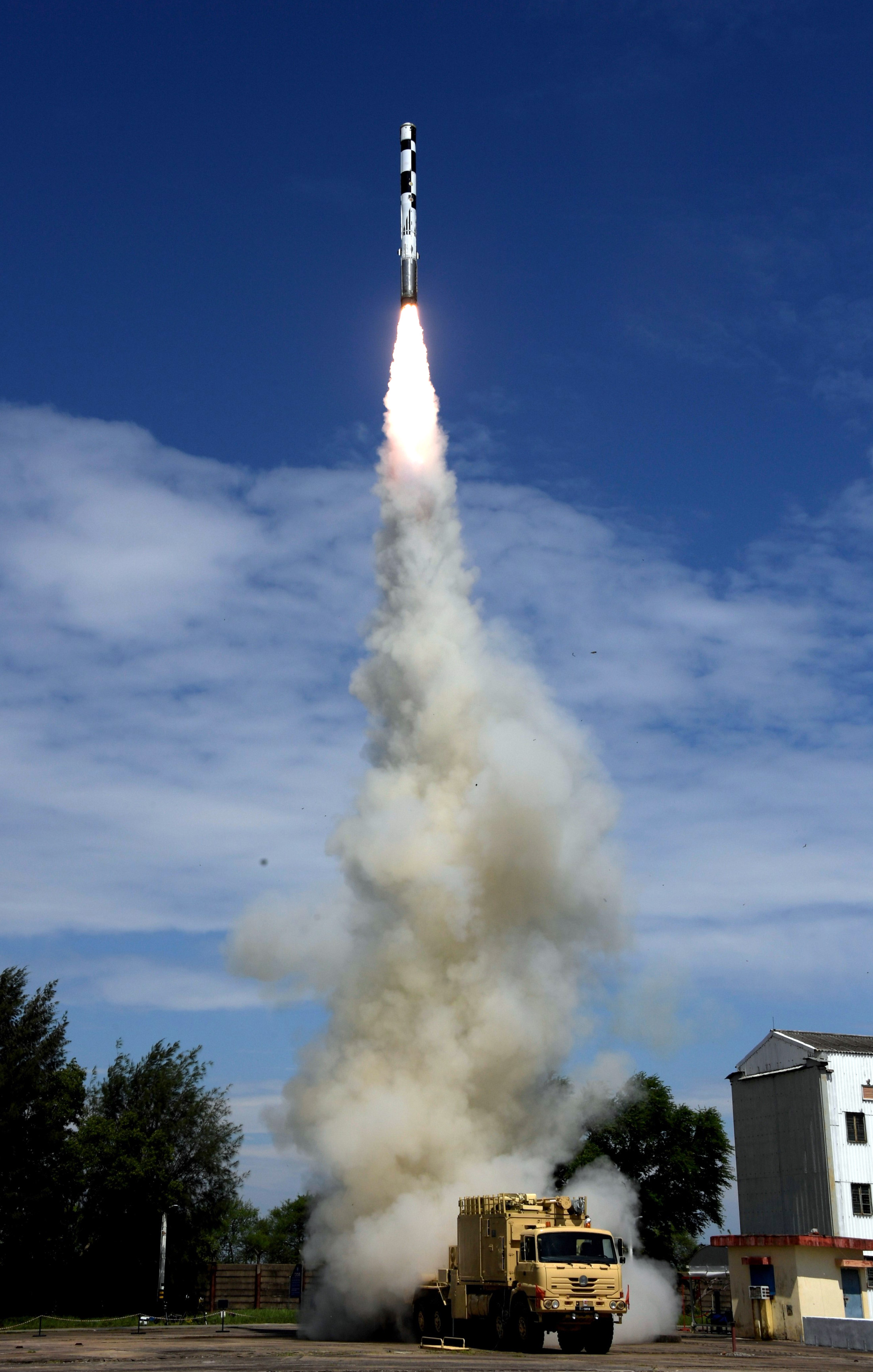
陆基发射
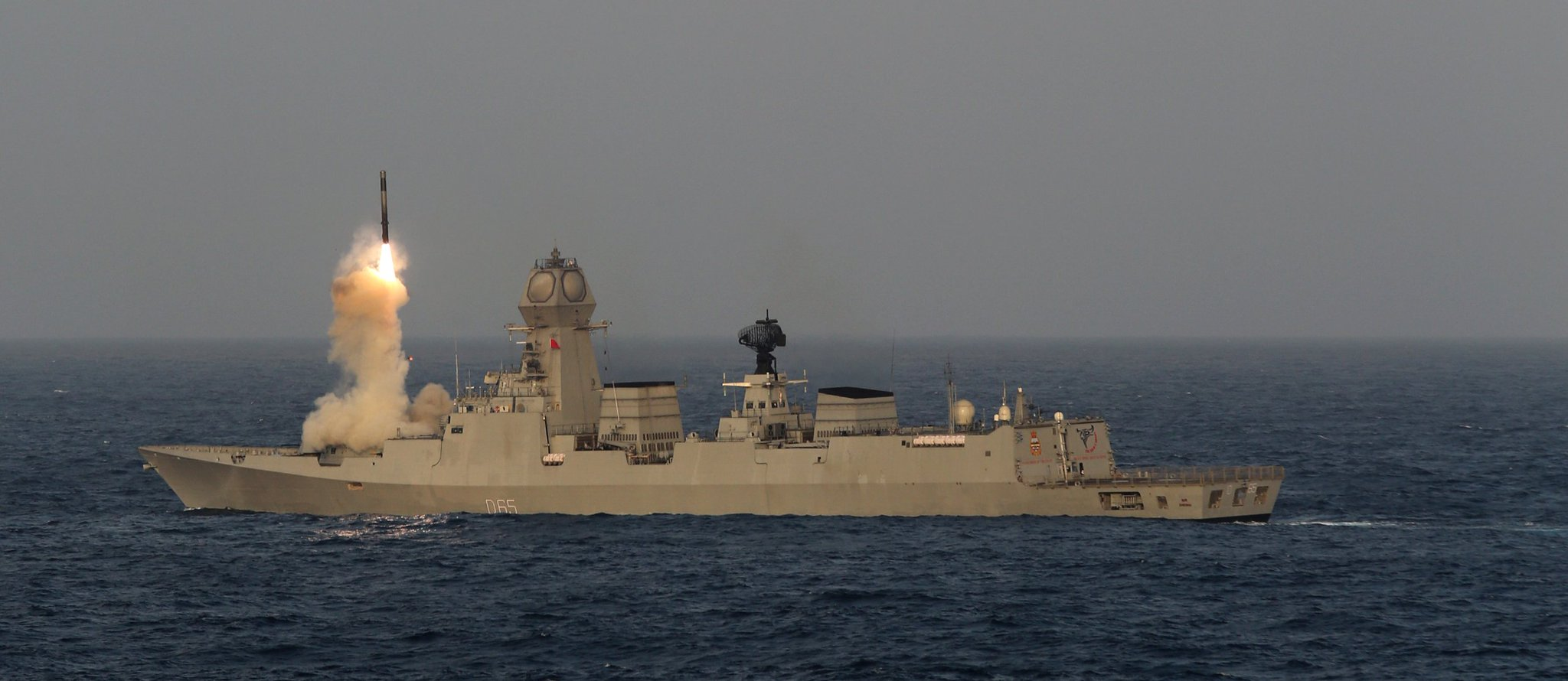
海基发射，加尔各答级驱逐舰3号舰金奈号
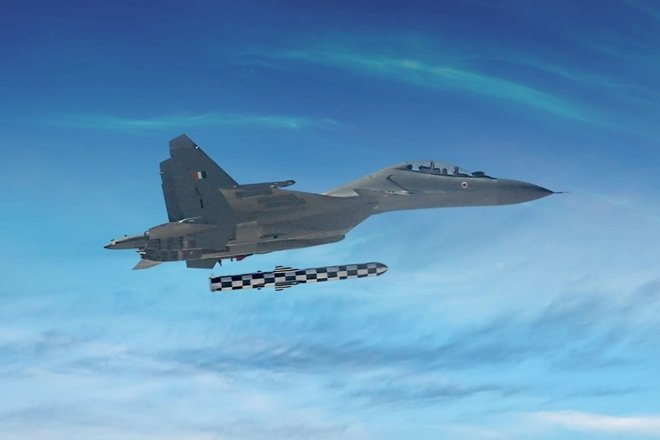
空基發射，Su-30MKI戰鬥機
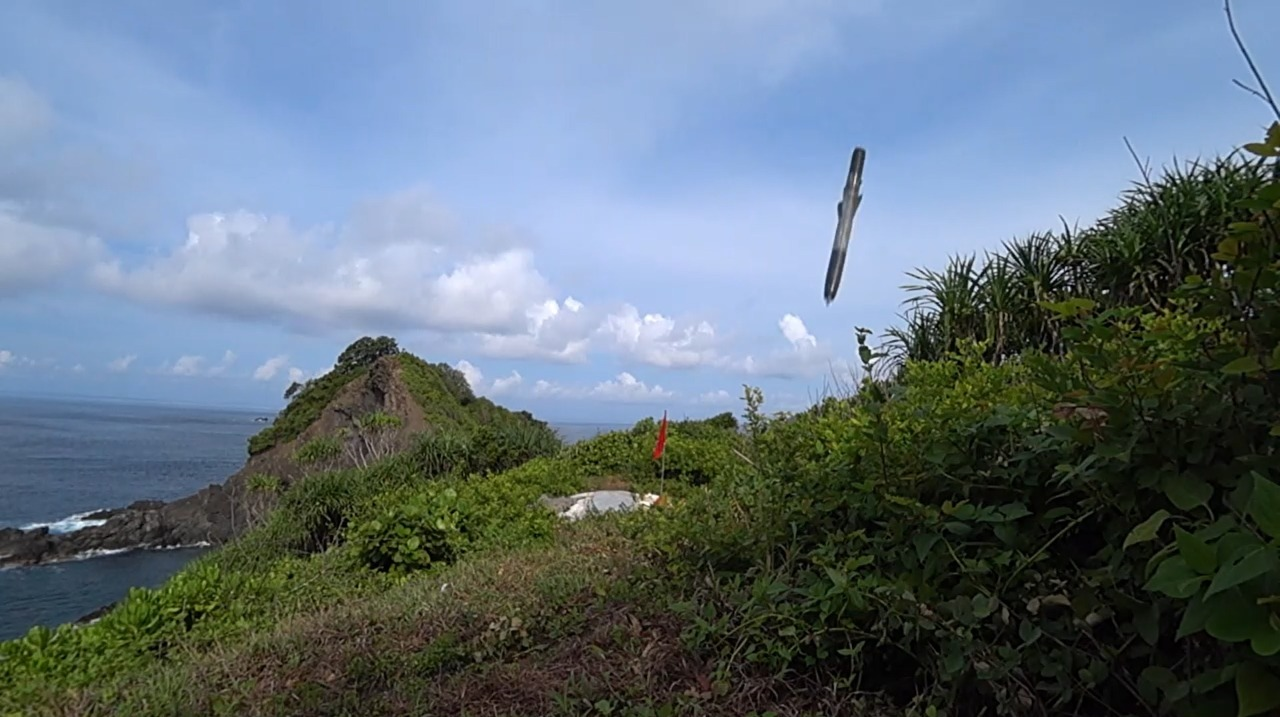
準備擊中目標前一刻
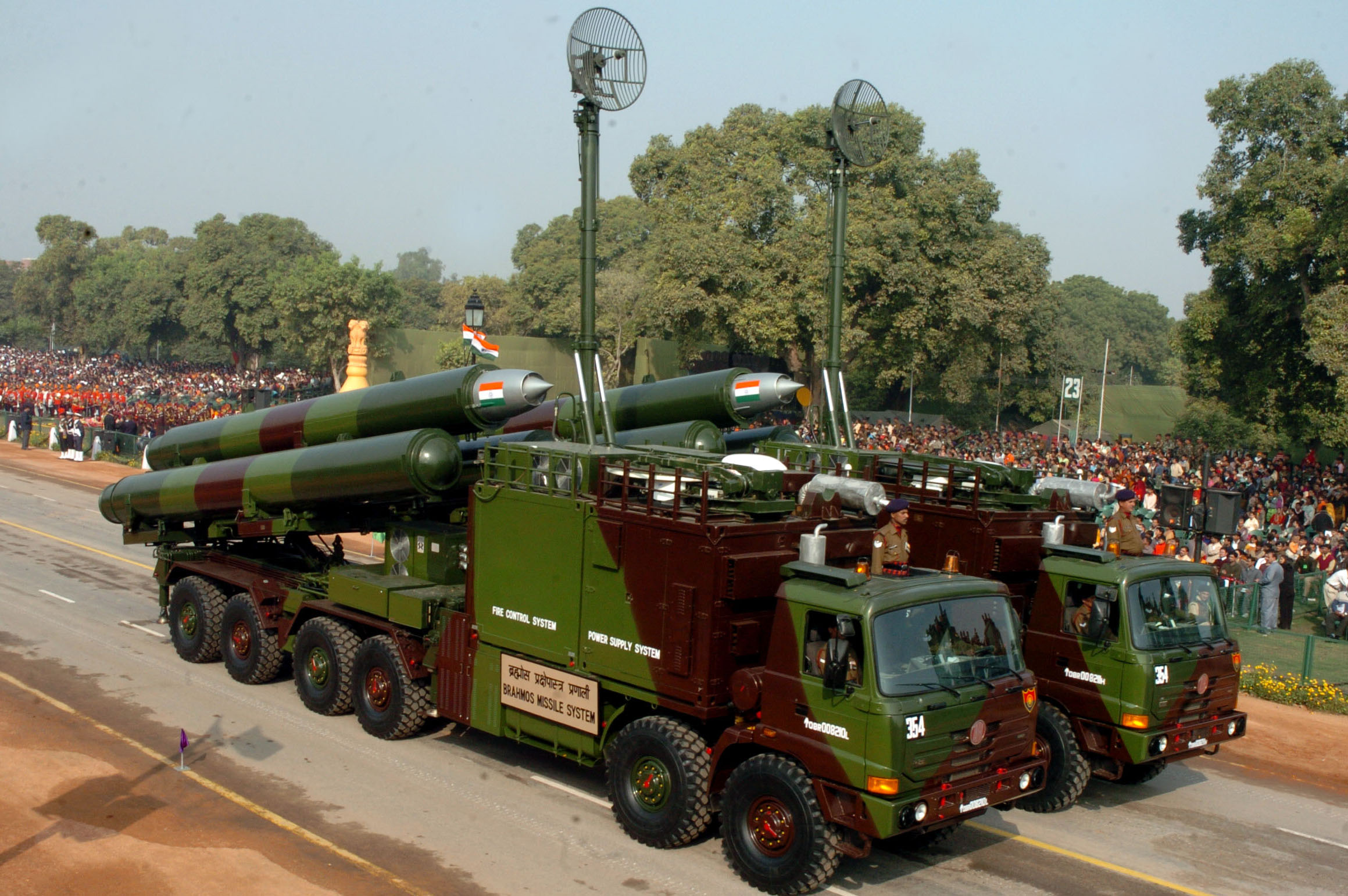
2009年印度共和国日阅兵上展示

## 外链
- BrahMos Missile official website
- The Brahmastra （页面存档备份，存于）
- The IT in India’s cruise missile （页面存档备份，存于）
- BrahMos production status
- Features and advantages of the BrahMos supersonic missile. INFOgraphics （页面存档备份，存于）
- Indian Army To Get World's First Supersonic Cruise Missiles （页面存档备份，存于） (SpaceDaily:SpaceWar) 26 Jul 2006
- Effect of BrahMos hit on a Petya class frigate （页面存档备份，存于）
- Supersonic cruise missile BrahMos inducted into Indian defense forces （页面存档备份，存于） – Govt. of India press release – 29 Nov 2006
- Complete Video of BrahMos Missile Testing and Targeting （页面存档备份，存于）
- BrahMos video （页面存档备份，存于）
- BrahMos - Headlines Today （页面存档备份，存于）
- Precision Target hit （页面存档备份，存于）